# Унтерег
Унтерег (њем. Unteregg) општина је у њемачкој савезној држави Баварска. Једно је од 52 општинска средишта округа Унтералгој. Према процјени из 2010. у општини је живјело 1.417 становника. Посједује регионалну шифру (AGS) 9778207.

## Географски и демографски подаци
Унтерег се налази у савезној држави Баварска у округу Унтералгој. Општина се налази на надморској висини од 717 метара. Површина општине износи 23,7 km². У самом мјесту је, према процјени из 2010. године, живјело 1.417 становника. Просјечна густина становништва износи 60 становника/km².